# Dicranota (Rhaphidolabis) profunda
Dicranota (Rhaphidolabis) profunda is een tweevleugelige uit de familie Pediciidae. De soort komt voor in het Palearctisch gebied.